# Labioporella cornuta
Labioporella cornuta är en mossdjursart som beskrevs av Harmer 1926. Labioporella cornuta ingår i släktet Labioporella och familjen Steginoporellidae. Inga underarter finns listade i Catalogue of Life.